# ルンラト・プームチャントゥエク
ルンラト・プームチャントゥエク（タイ語: รุ่งรัฐ ภูมิจันทึก, ラテン文字転写: Rungrath Poomchantuek, 1992年1月5日 - ）は、タイ王国のサッカー選手。タイ代表。バンコク・ユナイテッドFC所属。ポジションはフォワード。

## 代表歴
2015年に開催された東南アジア競技大会ではU-23タイ代表として出場し、優勝に貢献した。
2015年3月、シンガポール代表との親善試合でA代表デビューを果たした。

### 試合数
2017年6月6日現在
| 代表     | 年   | 出場 | 得点 |
| -------- | ---- | ---- | ---- |
| タイ代表 | 2015 | 1    | 0    |
| タイ代表 | 2016 | 3    | 0    |
| タイ代表 | 2017 | 1    | 0    |
| タイ代表 | 合計 | 5    | 0    |

## タイトル

### クラブ
バンコク・ユナイテッドFC
- タイ・チャンピオンズカップ：2023
- タイFAカップ：2023–24

### 代表
U-23タイ代表
- 東南アジア競技大会：2015

タイ代表
- 東南アジアサッカー選手権：2016